# Gasmaske
 For alternative betydninger, se Maske (flertydig). (Se også artikler, som begynder med Maske)
En gasmaske er en maske med et filter, der beskytter imod livsfarlige gasser.
Luften, der indåndes, suges gennem filteret og beskytter den, der bærer masken mod de gasser og partikler, som er i luften, forudsat at den rette filtertype anvendes. En gasmaske laves af gummi, latex eller plastik.
En gasmaske beskytter hverken mod iltmangel og visse gastyper.
Militære gasmasker dækker altid hele ansigtet og beskytter brugeren mod gas, fordi indåndingsluften først suges gennem aktivt kul eller et filter, som beskytter mod partikler. Filteret sidder enten skruet direkte på masken eller forbundet til masken med en slange, som tillader, at et større filter bæres i en taske.

## Gasmaskens historie
Gasmasken blev først lavet til minearbejdere og blev indført af Alexander von Humboldt i 1799, der arbejdede som mineingeniør. Senere versioner blev lavet af den skotske kemiker John Stenhouse og John Tyndall i 1870'erne.

## Gasmaskers brug i krig
Militære enheder er udrustet med gasmasker, da der kan forekomme angreb med kemiske våben fremført med artillerigranater, raketter eller flybomber. Kemiske våben blev første gang anvendt under 1. verdenskrig. Siden er kemiske våben med dødelig effekt stort set ikke anvendt mod militære enheder; formodentlig af frygt for gengældelse, og fordi brug af kemiske våben kan være vanskelig, da der skal tages hensyn til egne styrkers sikkerhed. Veluddannede enheder med det rette beskyttelsesudstyr, herunder gasmasker, vil kun have begrænsede tab ved et angreb.
Under irakkrigen mente koalitionsstyrkerne, at Saddam Hussein gemte kemiske våben, og derfor medbragte soldaterne gasmasker og ABC dragter til beskyttelse mod kemiske angreb.
Moderne kemiske våben som sennepsgas og nervegas trænger gennem huden, så fuld beskyttelse opnås kun, hvis gasmasken kombineres med en beskyttelsesdragt: en ABC-dragt.
Det danske forsvar er helt overgået til at anvende ABC-masker i stedet for gasmasker. De yder beskyttelse mod radioaktivt støv og biologiske aerosoler.

## Gasmaskers brug i det civile liv
Det er i dag lovpligtigt at virksomheder de giver deres medarbejdere gas/åndedrætsmasker der passer til den opgave der skal udføres. Om end det er farlige gasser, støv eller andre omstændigheder der gør det nødvendig at benytte sig af en maske. For at være sikker på, at gasmasken lever op til de korrekte standarder, kan man gå efter CE mærket, der er arbejdstilsynets godkendelsesstempel.
Gasmasker bruges i dag også i det civile liv:
- Ved arbejde med farlige gasser/væsker som Ammoniak
- Ved arbejde i lukkede tanke, brønde eller lufttætte rum bør der anvendes masker med friskluftforsyning
- Røgdykkerudstyr består bl.a. af gasmaske med friskluftforsyning fra trykluftflasker

Det er vigtigt som virksomhedsejer, at man er opmærksom på, hvem der står med ansvaret for brugen af gas og åndedrætsmasker. Det er til enhver tid virksomheden, der er ansvarlig for, at der er de nødvendige remedier, til at udføre en arbejdsopgave.

## Politiets brug af gasmasker
Gasmasker bruges af politiet ved demonstrationer, hvor der anvendes tåregas til at pacificere demonstranterne.